# غوغو وأنديل (فلم)
غوغو وأنديل (بالإنجليزية: Gugu and Andile)، هُو فيلم دراما جنوب أفريقي صدر سنة 2008، وأخرجه المُخرج مينكي شليسينغر. الفيلم من بطولة كُل من دافني هلوموكا ونيل مكارثي ولونجيلو دلادلا. تلقى الفيلم 10 ترشيحات خلال حفل توزيع جوائز الأكاديمية الأفريقية للأفلام لسنة 2009، فاز منها بثلاث جوائز هي جائزة أفضل فيلم بلغة أفريقية وأفضل ممثل واعد وأفضل ممثلة واعدة.

## وصلات خارجية
- مقالات تستعمل روابط فنية بلا صلة مع ويكي بيانات